# Groupe C des éliminatoires du Championnat d'Europe de football 2020
 (décembre 2022).
Navigation
Groupe B Groupe D
Cet article donne les résultats des matches du groupe C des éliminatoires de l'Euro 2020.
Le Groupe C est composé de 5 équipes nationales européennes avec pour tête de série les Pays-Bas, finaliste de la Ligue des Nations 2018-2019. L'Allemagne (1re) et les Pays-Bas (2e du groupe sont directement qualifiés pour la phase finale de la compétition. La Biélorussie (vainqueur de son groupe en Ligue des Nations) et l'Irlande du Nord joueront les barrages.

## Classement
| Rang | Équipe              | Pts | J | G | N | P | Bp | Bc | Diff |  | Résultats (▼ dom., ► ext.) |     |     |     |     |     |
| ---- | ------------------- | --- | - | - | - | - | -- | -- | ---- |  | -------------------------- | --- | --- | --- | --- | --- |
| 1    | Allemagne           | 21  | 8 | 7 | 0 | 1 | 30 | 7  | +23  |  | Allemagne                  |     | 2-4 | 6-1 | 4-0 | 8-0 |
| 2    | Pays-Bas            | 19  | 8 | 6 | 1 | 1 | 24 | 7  | +17  |  | Pays-Bas                   | 2-3 |     | 3-1 | 4-0 | 5-0 |
| 3    | Irlande du Nord (B) | 13  | 8 | 4 | 1 | 3 | 9  | 13 | -4   |  | Irlande du Nord (B)        | 0-2 | 0-0 |     | 2-1 | 2-0 |
| 4    | Biélorussie (B)     | 4   | 8 | 1 | 1 | 6 | 4  | 16 | -12  |  | Biélorussie (B)            | 0-2 | 1-2 | 0-1 |     | 0-0 |
| 5    | Estonie             | 1   | 8 | 0 | 1 | 7 | 2  | 26 | -24  |  | Estonie                    | 0-3 | 0-4 | 1-2 | 1-2 |     |

- Sélection directement qualifiée pour l'Euro 2020

## Résultats et calendrier
| 1re journée        | Pays-Bas                                                                      | 4 - 0   | Biélorussie              | De Kuip, Rotterdam                            |                                               |
| 21 mars 2019 20h45 | Depay 1re · ( Depay) Wijnaldum 21e · Depay 55e (pen.) · ( Depay) van Dijk 86e | (2 - 0) |                          | Spectateurs : 38 604 Arbitrage : Davide Massa | Spectateurs : 38 604 Arbitrage : Davide Massa |
| 21 mars 2019 20h45 | De Roon 34e                                                                   | Rapport | 30e Dragun · 32e Putsila | Spectateurs : 38 604 Arbitrage : Davide Massa | Spectateurs : 38 604 Arbitrage : Davide Massa |

|               | Irlande du Nord                           | 2 - 0   | Estonie  | Windsor Park, Belfast                       |                                             |
| 20h45 (19h45) | ( Lafferty) McGinn 56e · Davis 75e (pen.) | (0 - 0) |          | Spectateurs : 18 176 Arbitrage : Ivan Bebek | Spectateurs : 18 176 Arbitrage : Ivan Bebek |
| 20h45 (19h45) |                                           | Rapport | 35e Tamm | Spectateurs : 18 176 Arbitrage : Ivan Bebek | Spectateurs : 18 176 Arbitrage : Ivan Bebek |

| 2e journée         | Pays-Bas                                      | 2 - 3   | Allemagne                                                       | Johan Cruijff ArenA, Amsterdam                     |                                                    |
| 24 mars 2019 20h45 | ( Depay) de Ligt 48e · ( Wijnaldum) Depay 63e | (0 - 2) | 15e Sané (Schulz ) · 34e Gnabry (Rüdiger ) · 90e Schulz (Reus ) | Spectateurs : 51 694 Arbitrage : Jesús Gil Manzano | Spectateurs : 51 694 Arbitrage : Jesús Gil Manzano |
| 24 mars 2019 20h45 | Blind 38e                                     | Rapport |                                                                 | Spectateurs : 51 694 Arbitrage : Jesús Gil Manzano | Spectateurs : 51 694 Arbitrage : Jesús Gil Manzano |

|               | Irlande du Nord                             | 2 - 1   | Biélorussie           | Windsor Park, Belfast                             |                                                   |
| 20h45 (19h45) | ( Davis) Evans 30e · ( McNair) Magennis 87e | (1 - 1) | 33e Stasevich (Hleb ) | Spectateurs : 18 188 Arbitrage : Paweł Raczkowski | Spectateurs : 18 188 Arbitrage : Paweł Raczkowski |
| 20h45 (19h45) |                                             | Rapport | 82e Laptev            | Spectateurs : 18 188 Arbitrage : Paweł Raczkowski | Spectateurs : 18 188 Arbitrage : Paweł Raczkowski |

| 3e journée                | Estonie       | 1 - 2   | Irlande du Nord                                 | A. Le Coq Arena, Tallinn                        |                                                 |
| 8 juin 2019 18h00 (19h00) | Vassiljev 25e | (1 - 0) | 77e Washington (Lewis ) · 80e Magennis (Jones ) | Spectateurs : 8 378 Arbitrage : Fabio Verissimo | Spectateurs : 8 378 Arbitrage : Fabio Verissimo |
| 8 juin 2019 18h00 (19h00) | Lepmets 64e   | Rapport | 60e Saville                                     | Spectateurs : 8 378 Arbitrage : Fabio Verissimo | Spectateurs : 8 378 Arbitrage : Fabio Verissimo |

|               | Biélorussie               | 0 - 2   | Allemagne                                | Borisov Arena, Borisov                           |                                                  |
| 20h45 (21h45) |                           | (0 - 1) | 13e Sané (Kimmich ) · 62e Reus (Ginter ) | Spectateurs : 12 510 Arbitrage : Srđan Jovanović | Spectateurs : 12 510 Arbitrage : Srđan Jovanović |
| 20h45 (21h45) | Shitov 77e · Korzun 90+4e | Rapport |                                          | Spectateurs : 12 510 Arbitrage : Srđan Jovanović | Spectateurs : 12 510 Arbitrage : Srđan Jovanović |

| 4e journée                 | Biélorussie | 0 - 1   | Irlande du Nord                                     | Borisov Arena, Borisov                         |                                                |
| 11 juin 2019 20h45 (21h45) |             | (0 - 0) | 86e McNair (Jones )                                 | Spectateurs : 5 250 Arbitrage : Harald Lechner | Spectateurs : 5 250 Arbitrage : Harald Lechner |
| 11 juin 2019 20h45 (21h45) | Korzun 35e  | Rapport | 57e Lewis · 69e Evans · 83e Lafferty · 90+2e Dallas | Spectateurs : 5 250 Arbitrage : Harald Lechner | Spectateurs : 5 250 Arbitrage : Harald Lechner |

|       | Allemagne | 8 - 0   | Estonie  | Opel Arena, Mayence                            |                                                |
| 20h45 | ( Kehrer) Reus 10e · ( Sané) Gnabry 17e · ( Kimmich) Goretzka 20e · Gündoğan 26e (pen.) · Reus 37e · ( Halstenberg) Gnabry 62e · ( Draxler) Werner 79e · ( Draxler) Sané 88e | (5 - 0) |          | Spectateurs : 26 050 Arbitrage : Ali Palabıyık | Spectateurs : 26 050 Arbitrage : Ali Palabıyık |
| 20h45 | | Rapport | 25e Tamm | Spectateurs : 26 050 Arbitrage : Ali Palabıyık | Spectateurs : 26 050 Arbitrage : Ali Palabıyık |

| 5e journée                     | Estonie           | 1 - 2   | Biélorussie                                                 | A. Le Coq Arena, Tallinn                      |                                               |
| 6 septembre 2019 18h00 (19h00) | ( Käit) Sorga 54e | (0 - 0) | 48e Naumov (en) (Stasevich ) · 90+2e Skavych (Matveïtchik ) | Spectateurs : 7 314 Arbitrage : Alain Durieux | Spectateurs : 7 314 Arbitrage : Alain Durieux |
| 6 septembre 2019 18h00 (19h00) |                   | Rapport | 65e Naumov (en) · 66e Bakhar                                | Spectateurs : 7 314 Arbitrage : Alain Durieux | Spectateurs : 7 314 Arbitrage : Alain Durieux |

|       | Allemagne                    | 2 - 4   | Pays-Bas                                                                                             | Volksparkstadion, Hambourg                         |                                                    |
| 20h45 | Gnabry 9e · Kroos 73e (pen.) | (1 - 0) | 59e F. de Jong (Babel ) · 65e (csc) Tah (Depay ) · 78e Malen (Wijnaldum ) · 90+1e Wijnaldum (Depay ) | Spectateurs : 51 299 Arbitrage : Artur Soares Dias | Spectateurs : 51 299 Arbitrage : Artur Soares Dias |
| 20h45 | Kimmich 35e                  | Rapport | 35e Depay · 49e de Roon · 72e de Jong                                                                | Spectateurs : 51 299 Arbitrage : Artur Soares Dias | Spectateurs : 51 299 Arbitrage : Artur Soares Dias |

| 6e journée                     | Estonie                           | 0 - 4   | Pays-Bas                                                                                | A. Le Coq Arena, Tallinn                      |                                               |
| 9 septembre 2019 20h45 (21h45) |                                   | (0 - 1) | 19e Babel (Blind ) · 47e Babel (Depay ) · 76e Depay (de Ligt ) · 87e Wijnaldum (Depay ) | Spectateurs : 11 006 Arbitrage : Serhiy Boïko | Spectateurs : 11 006 Arbitrage : Serhiy Boïko |
| 9 septembre 2019 20h45 (21h45) | Teniste 53e · Tamm 70e · Mets 86e | Rapport | 73e Veltman                                                                             | Spectateurs : 11 006 Arbitrage : Serhiy Boïko | Spectateurs : 11 006 Arbitrage : Serhiy Boïko |

|               | Irlande du Nord          | 0 - 2   | Allemagne                                 | Windsor Park, Belfast                           |                                                 |
| 20h45 (19h45) |                          | (0 - 0) | 48e Halstenberg · 90+2e Gnabry (Havertz ) | Spectateurs : 18 326 Arbitrage : Daniele Orsato | Spectateurs : 18 326 Arbitrage : Daniele Orsato |
| 20h45 (19h45) | McNair 43e · Saville 55e | Rapport | 67e Gnabry                                | Spectateurs : 18 326 Arbitrage : Daniele Orsato | Spectateurs : 18 326 Arbitrage : Daniele Orsato |

| 7e journée                    | Biélorussie     | 0 - 0   | Estonie    | Stade Dinamo, Minsk                                |                                                    |
| 10 octobre 2019 18h00 (19h00) |                 | (0 - 0) |            | Spectateurs : 11 300 Arbitrage : Ricardo de Burgos | Spectateurs : 11 300 Arbitrage : Ricardo de Burgos |
| 10 octobre 2019 18h00 (19h00) | Palitsevich 41e | Rapport | 82e Liivak | Spectateurs : 11 300 Arbitrage : Ricardo de Burgos | Spectateurs : 11 300 Arbitrage : Ricardo de Burgos |

|       | Pays-Bas                                                          | 3 - 1   | Irlande du Nord                             | De Kuip, Rotterdam                              |                                                 |
| 20h45 | ( Melen) Depay 80e · L. de Jong 90+1e · ( F. de Jong) Depay 90+4e | (0 - 0) | 75e Magennis (Dallas )                      | Spectateurs : 41 348 Arbitrage : Benoît Bastien | Spectateurs : 41 348 Arbitrage : Benoît Bastien |
| 20h45 | Depay 90+4e                                                       | Rapport | 53e Peacock-Farrell · 60e Evans · 67e Smith | Spectateurs : 41 348 Arbitrage : Benoît Bastien | Spectateurs : 41 348 Arbitrage : Benoît Bastien |

| 8e journée                    | Biélorussie                                                                       | 1 - 2   | Pays-Bas                                            | Stade Dinamo, Minsk                                 |                                                     |
| 13 octobre 2019 18h00 (19h00) | ( Poliakov) Dragun 54e                                                            | (0 - 2) | 32e Wijnaldum (Promes ) · 41e Wijnaldum (Bergwijn ) | Spectateurs : 21 639 Arbitrage : Tasos Sidiropoulos | Spectateurs : 21 639 Arbitrage : Tasos Sidiropoulos |
| 13 octobre 2019 18h00 (19h00) | Bakhar 50e · Stasevich 57e · Martynovitch 62e · Yablonski 69e · Naumov (en) 90+1e | Rapport |                                                     | Spectateurs : 21 639 Arbitrage : Tasos Sidiropoulos | Spectateurs : 21 639 Arbitrage : Tasos Sidiropoulos |

|               | Estonie                   | 0 - 3   | Allemagne                                                               | A. Le Coq Arena, Tallinn                        |                                                 |
| 20h45 (21h45) |                           | (0 - 0) | 51e Gündoğan (Havertz ) · 57e Gündoğan (Reus ) · 71e Werner (Gündoğan ) | Spectateurs : 12 062 Arbitrage : Georgi Kabakov | Spectateurs : 12 062 Arbitrage : Georgi Kabakov |
| 20h45 (21h45) | Lepmets 30e · Baranov 38e | Rapport | 14e Can                                                                 | Spectateurs : 12 062 Arbitrage : Georgi Kabakov | Spectateurs : 12 062 Arbitrage : Georgi Kabakov |

| 9e journée             | Allemagne                                                                                  | 4 - 0   | Biélorussie | Borussia-Park, Mönchengladbach                 |                                                |
| 16 novembre 2019 20h45 | ( Gnabry) Ginter 41e · ( Kroos) Goretzka 49e · ( Ginter) Kroos 55e · ( Gündoğan) Kroos 83e | (1 - 0) |             | Spectateurs : 33 164 Arbitrage : Orel Grinfeld | Spectateurs : 33 164 Arbitrage : Orel Grinfeld |
| 16 novembre 2019 20h45 | Koch 75e                                                                                   | Rapport |             | Spectateurs : 33 164 Arbitrage : Orel Grinfeld | Spectateurs : 33 164 Arbitrage : Orel Grinfeld |

|               | Irlande du Nord        | 0 - 0   | Pays-Bas                  | Windsor Park, Belfast                             |                                                   |
| 20h45 (19h45) |                        | (0 - 0) |                           | Spectateurs : 18 404 Arbitrage : Szymon Marciniak | Spectateurs : 18 404 Arbitrage : Szymon Marciniak |
| 20h45 (19h45) | Davis 40e · Dallas 84e | Rapport | 11e De Roon · 30e Veltman | Spectateurs : 18 404 Arbitrage : Szymon Marciniak | Spectateurs : 18 404 Arbitrage : Szymon Marciniak |

| 10e journée            | Allemagne | 6 - 1   | Irlande du Nord | Waldstadion, Francfort                                   |                                                          |
| 19 novembre 2019 20h45 | ( Hector) Gnabry 19e · ( Hector) Goretzka 43e · ( Klostermann) Gnabry 47e · ( Brandt) Gnabry 60e · Goretzka 73e · ( Kroos) Brandt 90+1e | (2 - 1) | 7e Smith        | Spectateurs : 42 855 Arbitrage : Carlos del Cerro Grande | Spectateurs : 42 855 Arbitrage : Carlos del Cerro Grande |
| 19 novembre 2019 20h45 | Rapport |         |                 | Spectateurs : 42 855 Arbitrage : Carlos del Cerro Grande | Spectateurs : 42 855 Arbitrage : Carlos del Cerro Grande |

|       | Pays-Bas | 5 - 0   | Estonie | Johan Cruijff ArenA, Amsterdam                |                                               |
| 20h45 | ( Promes) Wijnaldum 6e · ( Depay) Aké 19e · ( Stengs) Wijnaldum 66e · ( Stengs) Wijnaldum 79e · ( Strootman) Boadu 87e | (2 - 0) |         | Spectateurs : 50 386 Arbitrage : Davide Massa | Spectateurs : 50 386 Arbitrage : Davide Massa |
| 20h45 | Rapport |         |         | Spectateurs : 50 386 Arbitrage : Davide Massa | Spectateurs : 50 386 Arbitrage : Davide Massa |

## Statistiques

### Liste des buteurs
| 8 buts - Serge Gnabry - Georginio Wijnaldum 6 buts - Memphis Depay 4 buts - Leon Goretzka 3 buts - İlkay Gündoğan - Toni Kroos - Marco Reus - Leroy Sané - Josh Magennis 2 buts - Timo Werner - Ryan Babel | 1 but - Stanislav Dragun - Nikita Naumov (en) - Maksim Skavych - Igor Stasevich - Erik Sorga - Konstantin Vassiljev - Julian Brandt - Matthias Ginter - Marcel Halstenberg - Nico Schulz - Nathan Aké | - Myron Boadu - Virgil van Dijk - Frenkie de Jong - Matthijs de Ligt - Donyell Malen - Steven Davis - Jonny Evans - Niall McGinn - Paddy McNair - Michael Smith - Conor Washington Contre son camp (csc) - Jonathan Tah (pour les Pays-Bas) |

### Liste des passeurs
| 8 passes décisives - Memphis Depay 2 passes décisives - Julian Draxler - Matthias Ginter - İlkay Gündoğan - Kai Havertz - Jonas Hector - Joshua Kimmich - Toni Kroos - Marco Reus - Quincy Promes - Calvin Stengs - Georginio Wijnaldum - Jordan Jones | 1 passe décisive - Julian Brandt - Serge Gnabry - Marcel Halstenberg - Thilo Kehrer - Lukas Klostermann - Antonio Rüdiger - Leroy Sané - Nico Schulz - Ryan Babel - Steven Davis - Daley Blind - Frenkie de Jong | - Matthijs de Ligt - Donyell Malen - Kevin Strootman - Stuart Dallas - Steven Davis - Kyle Lafferty - Jamal Lewis - Paddy McNair - Aliaksandr Hleb - Sergueï Matveïtchik - Denis Poliakov - Igor Stasevich - Mattias Käit |

## Discipline
Un joueur est automatiquement suspendu pour le match suivant :
- S'il cumule trois avertissements (cartons jaunes) lors de trois matchs différents.
- S'il se voit décerner une exclusion de terrain (carton rouge).
- S'il cumule cinq avertissements lors de matchs différents.
- Pour chaque avertissement à partir du cinquième.
  - En cas d’infraction grave, l’Instance de contrôle, d’éthique et de discipline de l'UEFA est habilitée à aggraver la sanction, y compris en l'étendant à d'autres compétitions.

| Joueurs        | Cartons | Suspensions                                       |
| -------------- | --- | ------------------------------------------------- |
| Joonas Tamm    | 1re journée, contre Irlande du Nord (21 mars 2019) · 4e journée, contre Allemagne (11 juin 2019) · 6e journée, contre Pays-Bas (9 septembre 2019)        | 7e journée, contre Biélorussie (10 octobre 2019)  |
| Emre Can       | 8e journée, contre Estonie (13 octobre 2019) | 9e journée, contre Biélorussie (16 novembre 2019) |
| Marten de Roon | 1re journée, contre Biélorussie (21 mars 2019) · 5e journée, contre Allemagne (6 septembre 2019) · 9e journée, contre Irlande du Nord (16 novembre 2019) | 10e journée, contre Estonie (19 novembre 2019)    |